# Método dos elementos de contorno
O método dos elementos de contorno ou método dos elementos de fronteira (em inglês:  boundary element method (BEM)) é um método computacional para a solução de sistemas de equações diferenciais, formuladas em forma integral. É aplicado em diversas áreas da engenharia, como em mecânica dos fluidos, acústica, eletromagnetismo e estudo de fraturas.
O método possui melhor desempenho que o método dos elementos finitos em certas circunstâncias, como por exemplo, quando o domínio de estudo for infinito ou semi-infinito. Porém, alguns dos desafios ao implementar o método dos elementos de contorno é a resolução de integrais singulares ( singularidade ) e também a obtenção de soluções fundamentais para os diversos problemas de engenharia.